# Генріх Окс
Генріх Окс (нім. Heinrich Ochs; 19 травня 1915, Еттлінген, Німецька імперія — 21 жовтня 1943, РРФСР) — офіцер протитанкової артилерії вермахту, обер-лейтенант (1943; посмертно). Кавалер Лицарського хреста Залізного хреста з дубовим листям.

## Біографія
В 1937 році поступив на службу в 23-й протитанковий дивізіон, з яким взяв участь у Французькій кампанії. Наприкінці 1940 року переведений в 101-й протитанковий дивізіон 101-ї легкої піхотної дивізії, командир 1-ї батареї. Учасник боїв на радянсько-німецькому фронті. Загинув у бою.

## Нагороди
- Медаль «За будівництво оборонних укріплень»
- Залізний хрест
  - 2-го класу (1 вересня 1940)
  - 1-го класу (30 жовтня 1941)
- Нагрудний знак «За участь у загальних штурмових атаках» 1-го ступеня (11 квітня 1942)
- Медаль «За зимову кампанію на Сході 1941/42»
- Нагрудний знак «За поранення» в золоті (28 травня 1943)
- Орден «За вірну службу» 3-го класу (Румунське королівство; 4 вересня 1943)
- Лицарський хрест Залізного хреста з дубовим листям
  - Лицарський хрест (2 червня 1943)
  - Дубове листя (№ 360; 30 грудня 1943) — нагороджений посмертно.